# Metilia
|  | Per a altres significats, vegeu «Lex Metilia». |

Metilia és un gènere d'insectes mantodeus de la família dels acantòpids (subfamília Acanthopinae i tribu Acanthopini). Aquest gènere fou descrit per l'entomòleg suec Carl Stål el 1838 amb el nom Metilia. L'espècie tipus és Metilia integra (Stal, 1877) sinònim de Metilia brunnerii (Saussure, 1871).